# 白変種

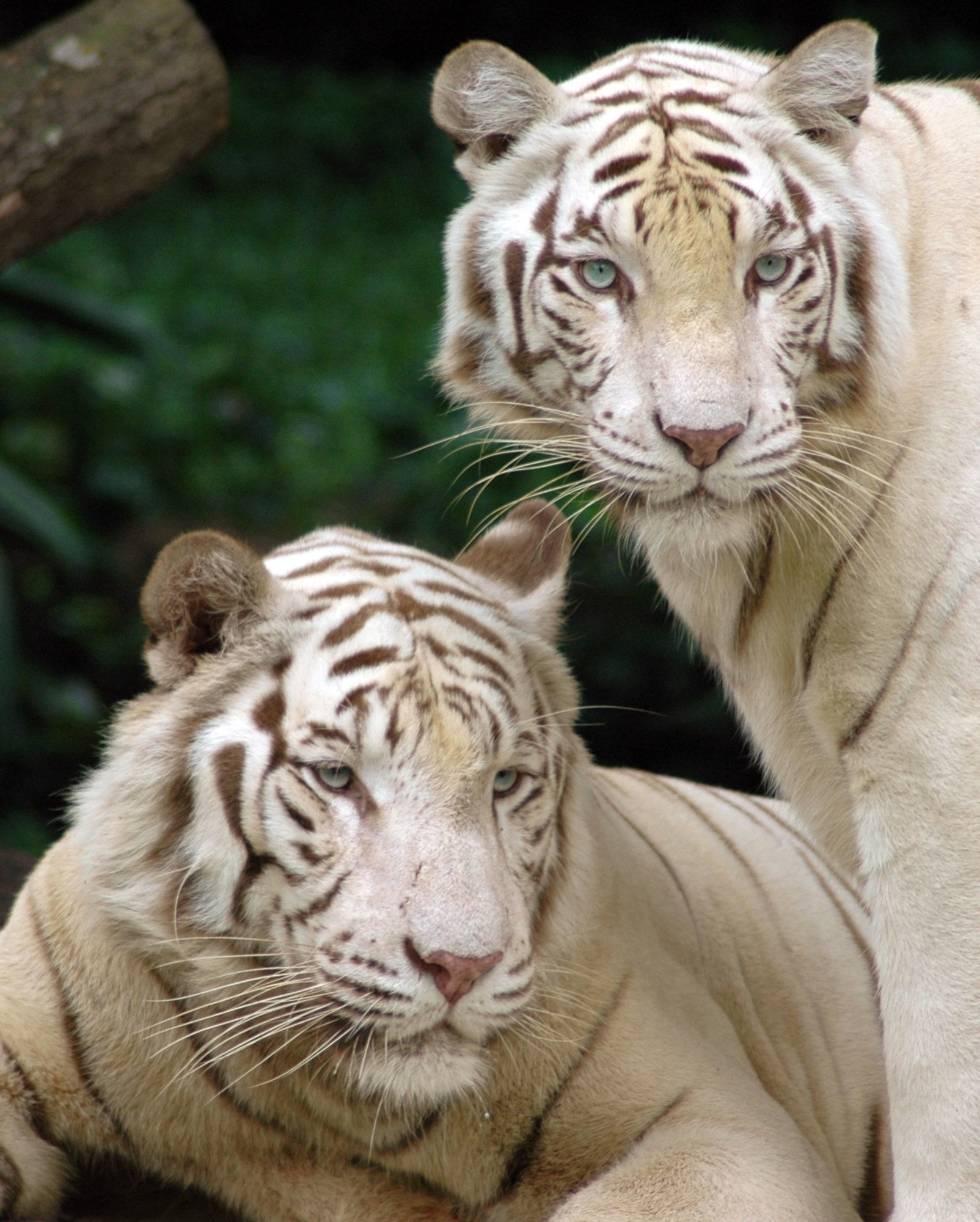
ベンガルトラの白変種、ホワイトタイガー

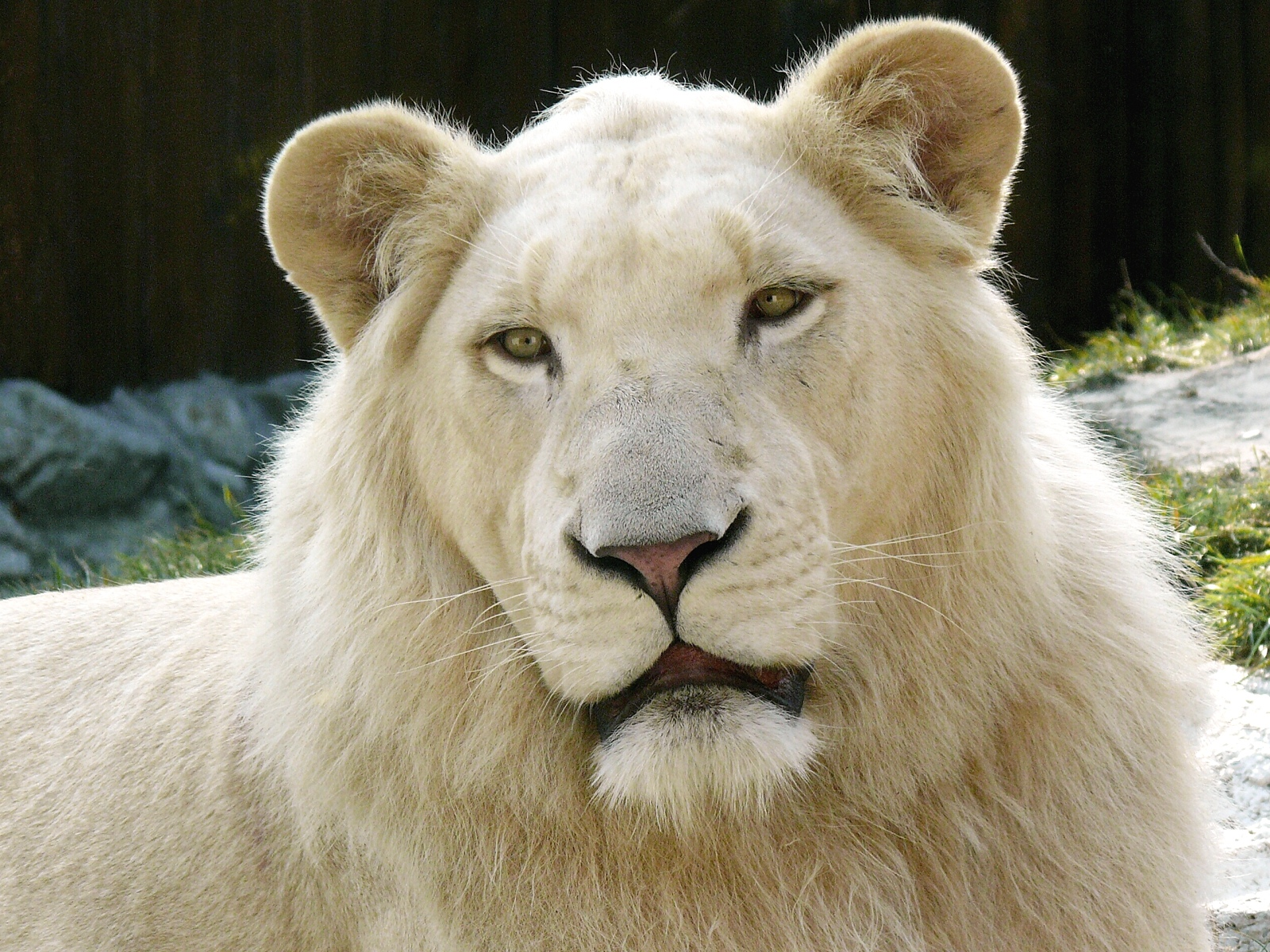
ライオンの白変種、ホワイトライオン

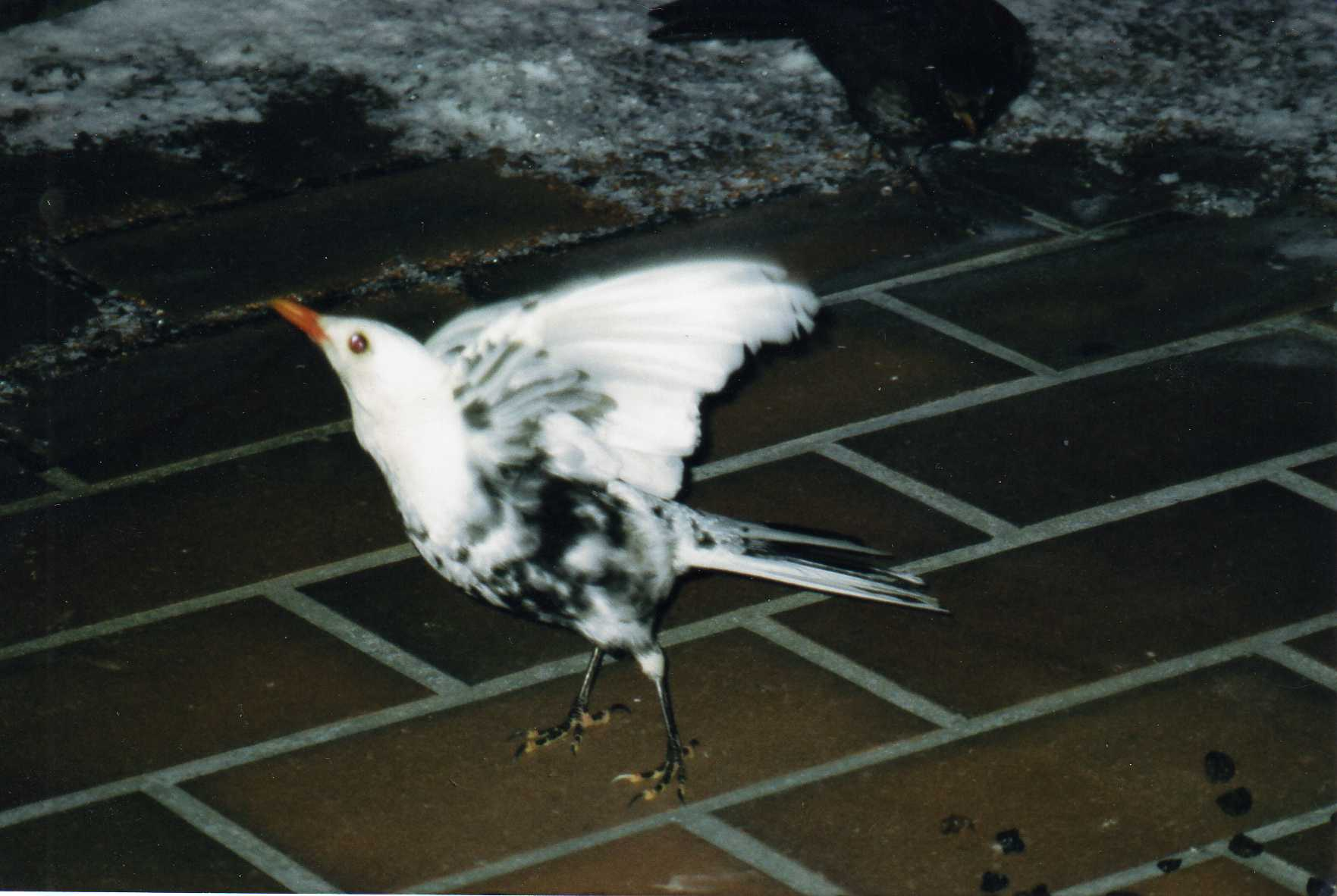
クロウタドリ

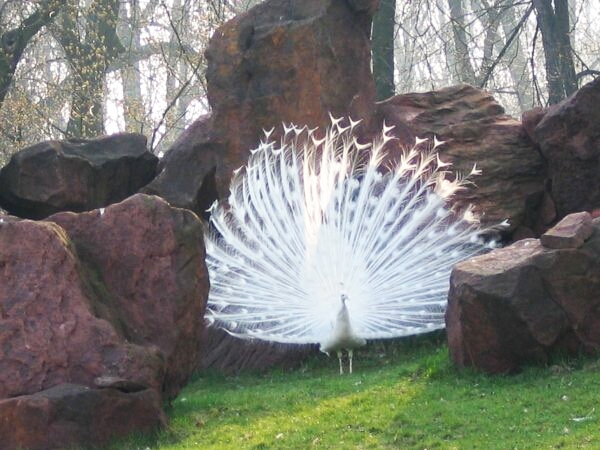
インドクジャクの白変種、シロクジャク

白変種（はくへんしゅ、Leucism、リューシズム）とは、色素の減少により体毛・羽毛・皮膚等が白化した動物の個体をいう。メラニンに係わる遺伝情報の欠損により白化したアルビノとは異なる。代表的な白変種としては、南アフリカで野生での生存が確認されているホワイトライオンや、インドのホワイトタイガーが有名である。
従来、白変種は突然変異によって誕生した希少種と考えられてきた。そのため、アフリカのライオンやアジアのトラ、あるいはアメリカのバッファローを始めとして、希少種・神聖な動物として崇められてきた。しかし白い動物の個体そのものは、哺乳類（トラ・ライオンのほか、オオカミ・キツネ・タヌキ・ホッキョクグマ以外のクマ・水牛・カバ等、多種）・爬虫類（ワニ・ヘビ・トカゲ等で）・鳥類（クジャク・ワシ・フクロウ・カモメ等、多種）等、全ての脊椎動物に広く存在が確認されている。そのため現在では、白変種に関わる遺伝情報は、生物にとって正常かつ基本的なものと考えられるようになった。また、ホッキョクグマ・ホッキョクギツネ・ハクチョウ等、生息環境の影響から白変種が集団の中心となっているものもある。
白変種が生まれる理由については諸説存在したが、現在では、氷期と間氷期を繰り返してきた地球環境を生き抜いた現存の生物にとって、氷河期には保護色となる白変種は、そもそも生物が生き抜くためには非常に有利な基本的資質であったと考えられ、そのため現在も、生物が白化する遺伝情報は基本的な遺伝子として、生物に脈々と受け継がれている、と考えられている。
白変種は外見からしばしばアルビノと混同されるが、遺伝学的・生理学的にもこの両者は全く異質のものである。白変種のメラニン産生能力は正常であるため、アルビノの瞳孔が赤く透けるのに対し、白変種の瞳孔は黒い。